# Исаакий (Виноградов)
Архимандрит Исаа́кий (в миру Ива́н Васи́льевич Виногра́дов; 12 февраля (25 февраля) 1895, Санкт-Петербург — 12 января 1981, Елец, Липецкая область) — архимандрит Русской православной церкви, участник Белого движения.

## Семья
- Отец — Василий Васильевич Виноградов, сын выкупившегося на волю дворового, земский учитель, в течение 39 лет преподавал в школе в деревне Хотыницы Ямбургского уезда Петербургской губернии.
- Мать — Анна Ивановна, урождённая Лихачёва, дочь фельдшера, работала учительницей.

## Офицер и поэт
Окончил первое Санкт-Петербургское реальное училище (1913), два курса Санкт-Петербургской духовной академии, ускоренный курс Владимирского военного училища. Во время Первой мировой войны участвовал в боях на Румынском фронте, был ранен, командовал ротой. В начале 1918 вступил в отряд полковника Михаила Дроздовского, с которым совершил переход из Ясс на Дон, где присоединился к Добровольческой армии. Офицер-«дроздовец», в бою под Ростовом-на-Дону был ранен вторично, а под Гейдельбергом (название немецкой колонии в Крыму) — в третий раз. Завершил службу в Дроздовском полку в чине капитана и должности полкового адъютанта.
Был историографом своей части, писал стихи, некоторые из которых стали полковыми песнями. Так, одна из песен на его стихи была посвящена генералу Владимиру Витковскому и начиналась такими словами:
Чей чёрный «форд» летит вперёд
пред славными полками
и кто к победе нас ведёт
умелыми руками.
Позднее, по одной из версий, эта песня была переделана из «белой» в «красную» — «Наш паровоз, вперёд лети…».

## Эмигрант

Исаакий (Виноградов)

С 1920 — в эмиграции. В составе своего полка находился в Галлиполи, затем переехал в Болгарию, где продавал газеты, работал на щёточной фабрике и в сельском хозяйстве. В 1926 году был принят на второй курс Свято-Сергиевского богословского института в Париже. Принимал активное участие в работе Русского студенческого христианского движения (РСХД). Во время учёбы в институте митрополит Евлогий (Георгиевский) постриг его в монашество (20 февраля 1927). С 24 февраля 1927 — иеродиакон, с июня 1928 — иеромонах.
С 1928 (или с 1929) служил в Праге, в Свято-Никольском соборе и в церкви Успения Пресвятой Богородицы на Ольшанском кладбище.
В 1929 году иеромонаха Исаакия прислали в помощь епископу Сергию (Королеву). Епископ Сергий в Праге занимал небольшую комнату в квартире старушки Черноглавковой. Здесь епископ принимал многочисленных просителей. Долгое время епископ Сергий был единственным священнослужителем в храме, сам совершал все требы: похороны, крестины, свадьбы, посещал больницы, причащал больных. Не имея вокруг себя многочисленного духовенства, он с помощью одних юных прислужников создавал торжественные архиерейские службы. Присланный иеромонах Исаакий стал его ближайшими помощником и другом.
С 1932 года — игумен, с 1936 — архимандрит. Был ближайшим помощником архиепископа Сергия (Королёва). Преподавал Закон Божий на Русских курсах при Русской академической группе, много занимался с детьми, был их любимым наставником, занимался организацией летнего лагеря «Витязи». Читал лекции на военных и учительских курсах, на конференциях и благотворительных мероприятиях. Пользовался популярностью среди верующих. Митрополит Евлогий считал его «умным дипломатом и самоотверженным работником».
С 1927 участвовал в деятельности Русского Общевоинского союза (РОВС), с января 1944 — главный священник РОВС.

## Арест и лагерь
После занятия Праги советскими войсками в мае 1945 был арестован и 24 мая отправлен в СССР. Заключён в тюрьму во Львове, приговорён военным трибуналом к десяти годам лишения свободы (основным обвинением было участие в деятельности РОВС) и отправлен для отбывания наказания в Карлаг, где занимался тяжёлым физическим трудом. В 1946 году по ходатайству архиепископа Сергия (Королёва) и патриарха Алексия I был освобождён из лагеря и направлен под надзор в город Актюбинск.

## Служение в Казахстане и Ельце
С 1947 года — настоятель в Казанского храме в Алма-Ате, с 1948 — настоятель Никольского кафедрального собора и секретарь Алма-Атинского епархиального управления при митрополите Николае (Могилевском). Патриарх Алексий I намеревался рукоположить его в сан епископа, однако кандидатура архимандрита Исаакия была отклонена Советом по делам религий из-за его «белого» прошлого. После назначения на Алма-Атинскую кафедру архиепископа Алексия (Сергеева), давно и тесно сотрудничавшего с властями, архимандрит Исаакий был вынужден покинуть епархию. В 1957—1958 проходил послушание в числе братии Свято-Троицкой Сергиевой лавры, священноначалие планировало назначить его преподавателем Московской духовной семинарии. Однако ему было отказано в прописке в Подмосковье, что привело к переводу архимандрита Исаакия в Воронежскую епархию.

С 1958 до кончины — настоятель Вознесенского собора в городе Елец, благочинный Елецкого округа. Благоговейно служил Божественную литургию, по воспоминаниям современников, имел дар молитвенных слёз при совершении Евхаристии. К архимандриту Исаакию в Елец приезжали духовные чада как из разных регионов страны, так и из-за границы — Чехословакии, Болгарии, Сербии. Был награждён очень редкой наградой — Патриаршим посохом. Был выдающимся проповедником. По словам священника Павла Поваляева, 

слово проповеди исходило у отца Исаакия, как отмечали его прихожане, из самого сердца и неизменно было проникнуто глубокой силой духовности и знанием истины, чувством горячей личной веры.

## Память об архимандрите Исаакие
Могила архимандрита Исаакия на елецком городском погосте почитается верующими, её посещают паломники из разных концов страны и из-за границы. Создан Фонд архимандрита Исаакия (Виноградова), председателем которого является Алевтина Витальевна Окунева, составительница двух книг о его жизни. В мае 2005 года в городе Ельце состоялась международная конференция «Торжество Православия», посвящённая 110-летию со дня его рождения.

## Публикации
статьи
- Светлой памяти Митрополита Алма-Атинского и Казахстанского Николая (к годовщине со дня кончины) // Журнал Московской Патриархии. М., 1956. № 10. стр.11-13.
- Митрополит Воронежский и Липецкий Иосиф (некролог) // Журнал Московской Патриархии. М., 1961. № 3. стр.65-67.
- В Неделю 5-ю Великого поста // Журнал Московской Патриархии. М., 1976. № 3. стр. 38-39.
- На Собор Двенадцати Апостолов // Журнал Московской Патриархии. М., 1977. № 6. стр. 23-24.
- Памяти Святейшего Патриарха Сергия // Журнал Московской Патриархии. М., 1981. № 5. стр.24.
- О преподобном Феодосии Печерском // Журнал Московской Патриархии. М., 1981. № 6. стр.39-40
- Слово в день памяти пророка Илии и на Неделю 8-ю по Пятидесятнице // Журнал Московской Патриархии. М., 1981. № 7. стр.41-42.
- «Прощаются тебе грехи твои!» (в Неделю 2-ю Великого поста) // Журнал Московской Патриархии. М., 1983. № 3. стр. 37-38.

книги
- Под сенью любви. Архимандрит Исаакий (Виноградов). М., 2000
- Окунева А. Сердца полные Благочестия // Я возлюбил Вас… Архиепископ Пражский Сергий (Королев). Автобиография. Свидетельства современников. Духовное наследие. — М.: Паломник. — 2002. — С. 225—244
- Офицер, монах и пастырь. Архимандрит Исаакий (Виноградов). М., 2005.